# 12e cérémonie des César
La 12e cérémonie des César du cinéma - dite aussi Nuit des César -  récompensant les films sortis en 1986, s'est déroulée le 7 mars 1987 au Palais des congrès de Paris.
Elle fut présidée par Sean Connery et retransmise sur Antenne 2.
Il s'agit de l'une des dernières apparitions officielles de la chanteuse et comédienne Dalida, disparue moins de deux mois après cette cérémonie.

## Présentateurs et intervenants
- Jeanne Moreau, présidente de l'Académie des arts et techniques du cinéma
- Sean Connery, président de la cérémonie
- Michel Drucker, Michel Denisot, Pierre Tchernia, Henry Chapier, Patrick Poivre d'Arvor, Frédéric Mitterrand, Claude-Jean Philippe, maîtres de cérémonie
- Richard Anconina, Michel Boujenah, pour la remise du César du meilleur acteur dans un second rôle
- Audrey Hepburn, pour la remise du César du meilleur acteur

## Palmarès

### César du meilleur film
- Thérèse d'Alain Cavalier
  - 37°2 le matin de Jean-Jacques Beineix
  - Jean de Florette de Claude Berri
  - Mélo d'Alain Resnais
  - Tenue de soirée de Bertrand Blier

### César du meilleur film étranger
- Le Nom de la rose de Jean-Jacques Annaud
  - After Hours de Martin Scorsese
  - Hannah et ses sœurs de Woody Allen
  - Mission de Roland Joffé
  - Out of Africa de Sydney Pollack

### César du meilleur acteur
- Daniel Auteuil pour Jean de Florette et Manon des sources
  - Jean-Hugues Anglade pour 37°2 le matin
  - Michel Blanc pour Tenue de soirée
  - André Dussollier pour Mélo
  - Christophe Malavoy pour La Femme de ma vie

### César de la meilleure actrice
- Sabine Azéma pour Mélo
  - Jane Birkin pour La Femme de ma vie
  - Miou-Miou pour Tenue de soirée
  - Béatrice Dalle pour 37°2 le matin
  - Juliette Binoche pour Mauvais Sang

### César du meilleur acteur dans un second rôle
- Pierre Arditi pour Mélo
  - Gérard Darmon pour 37°2 le matin
  - Jean-Louis Trintignant pour La Femme de ma vie
  - Claude Piéplu pour Le Paltoquet
  - Jean Carmet pour Les Fugitifs

### César de la meilleure actrice dans un second rôle
- Emmanuelle Béart pour Manon des sources
  - Clémentine Célarié pour 37°2 le matin
  - Marie Dubois pour Descente aux enfers
  - Danielle Darrieux pour Le Lieu du crime
  - Jeanne Moreau pour Le Paltoquet

### César du meilleur espoir masculin
- Isaac de Bankolé pour Black Mic-Mac
  - Cris Campion pour Pirates
  - Jean-Philippe Écoffey pour Gardien de la nuit
  - Rémi Martin pour Conseil de famille

### César du meilleur espoir féminin
- Catherine Mouchet pour Thérèse
  - Marianne Basler pour Rosa la rose, fille publique
  - Dominique Blanc pour La Femme de ma vie
  - Julie Delpy pour Mauvais Sang

### César du meilleur réalisateur
- Alain Cavalier pour Thérèse
  - Jean-Jacques Beineix pour 37°2 le matin
  - Claude Berri pour Jean de Florette
  - Alain Resnais pour Mélo
  - Bertrand Blier pour Tenue de soirée

### César du meilleur scénario original ou adaptation
- Camille de Casabianca et Alain Cavalier pour Thérèse
  - Claude Berri et Gérard Brach pour Jean de Florette
  - Bertrand Blier pour Tenue de soirée
  - Francis Veber pour Les Fugitifs

### César de la meilleure première œuvre
- La Femme de ma vie de Régis Wargnier
  - Black Mic-Mac de Thomas Gilou
  - Je hais les acteurs de Gérard Krawczyk
  - Noir et blanc de Claire Devers

### César de la meilleure musique
- Herbie Hancock pour Autour de minuit
  - Serge Gainsbourg pour Tenue de soirée
  - Jean-Claude Petit pour Jean de Florette
  - Gabriel Yared pour 37°2 le matin

### César de la meilleure photographie
- Philippe Rousselot pour Thérèse
  - Jean-Yves Escoffier pour Mauvais Sang
  - Bruno Nuytten pour Jean de Florette
  - Charlie Van Damme pour Mélo

### César des meilleurs costumes
- Anthony Powell pour Pirates
  - Yvette Bonnay pour Thérèse
  - Catherine Leterrier pour Mélo

### César du meilleur décor
- Pierre Guffroy pour Pirates
  - Bernard Evein pour Thérèse
  - Jacques Saulnier pour Mélo
  - Alexandre Trauner pour Autour de minuit

### César du meilleur son
- William Flageollet, Michel Desrois, Claude Villand et Bernard Leroux pour Autour de minuit
  - Pierre Gamet, Dominique Hennequin, Laurent Quaglio pour Jean de Florette
  - Bernard Bats, Dominique Hennequin pour Tenue de soirée
  - Dominique Dalmasso, Alain Lachassagne pour Thérèse

### César du meilleur montage
- Isabelle Dedieu pour Thérèse
  - Claudine Merlin pour Tenue de soirée
  - Monique Prim pour 37°2 le matin
  - Armand Psenny pour Autour de minuit

### César du meilleur court métrage de fiction
- La Goula de Roger Guillot
  - Alger la blanche de Cyril Collard
  - Bel ragazzo de Georges Bensoussan
  - Bocetta revient de guerre de Jean-Pierre Sinapi
  - Bol de jour de Henri Gruvman
  - Deobernique de Celia Canning et Raymond Gourrier
  - Joseph M de Jacques Cluzaud
  - La Poupée qui tousse de Farid Lahouassa
  - Le Bridge de Gilles Dagneau
  - Le Maître chanteur de Mathias Ledoux
  - Les Arcandiers de Manuel Sanchez
  - Pauline épaulettes de Stéphanie de Mareuil
  - Sur le talus de Laurence Ferreira-Barbosa
  - Synthétique opérette d'Olivier Esmein
  - Le Torero hallucinogène de Stéphane Clavier
  - Triple sec d'Yves Thomas
  - Une fille de Henri Herre
  - Zambinella de Catherine Laine Galode

### César de la meilleure affiche
- Christian Blondel pour 37°2 le matin
  - Claude et Denise Millet pour Je hais les acteurs
  - Michel Jouin pour Jean de Florette
  - André François pour Max mon amour
  - Gilbert Raffin pour Thérèse

### César d'honneur
- Jean-Luc Godard

### Hommage
- Jean Gabin pour le 10e anniversaire de sa mort
- La Gaumont pour son 90e anniversaire
- Le Prix Louis-Delluc pour son 50e anniversaire
- Le Festival de Cannes pour son 40e anniversaire
- L'ECPA